# Robert S. Morrison
Robert S. Morrison é um diretor das empresas americanas Aon Corporation, Illinois Tool Works, e 3M.